# Kanazawa Samuraiz
Il Kanazawa Samuraiz (金沢武士団) è una società cestistica avente sede a Kanazawa, in Giappone. Fondata nel 2015, gioca in B.League.

## Storia
Il Kanazawa Samuraiz è una squadra di pallacanestro giapponese fondata a Kanazawa nel 2015. Ha partecipato per una stagione in Bj league nel 2015. Attualmente gioca in B3 League, la terza serie del campionato giapponese di pallacanestro.